# Championnat de Colombie féminin de football 2020
Navigation
Édition précédente Édition suivante
La saison 2020 du Championnat de Colombie féminin de football (Liga Femenina Dimayor 2020) est la quatrième saison du championnat. L'América de Cali, vainqueur la saison précédente, remet son titre en jeu.

## Format
Le championnat est disputé par 13 équipes. Lors de la première phase, ces équipes sont divisées en trois groupes, un de cinq équipes et deux de quatre équipes.
À l'issue de cette phase de groupes, les deux meilleures équipes de chaque groupe, ainsi que les deux meilleurs troisièmes, se qualifient pour une phase à élimination directe. Les équipes s'affrontent alors en matches aller-retour.

## Équipes participantes
| Club                   | Ville         | Meilleur résultat      | Résultat 2019          |
| ---------------------- | ------------- | ---------------------- | ---------------------- |
| América de Cali        | Cali          | Vainqueur (2019)       | Vainqueur              |
| Atlético Bucaramanga   | Bucaramanga   | Demi-finales           | Phase de groupes       |
| Atlético Nacional      | Medellín      | Finale                 | Quarts de finale       |
| Deportivo Cali         | Palmira       | Phase de groupes       | Phase de groupes       |
| Fortaleza              | Chía          | Phase de groupes       | Phase de groupes       |
| Independiente Medellín | Itagüí        | Finale                 | Finale                 |
| Junior                 | Barranquilla  | Quarts de finale       | Quarts de finale       |
| La Equidad             | Bogota        | Phase de groupes       | Phase de groupes       |
| Llaneros               | Villavicencio | Première participation | Première participation |
| Millonarios            | Bogota        | Demi-finales           | Demi-finales           |
| Deportivo Pasto        | Pasto         | Phase de groupes       | Phase de groupes       |
| Real San Andrés        | Bucaramanga   | Phase de groupes       | Phase de groupes       |
| Independiente Santa Fe | Bogota        | Vainqueur (2017)       | Quarts de finale       |

## Résultats

### Phase de groupe

#### Groupe A
| Rang | Équipe                 | Pts | J | G | N | P | Bp | Bc | Diff |
| ---- | ---------------------- | --- | - | - | - | - | -- | -- | ---- |
| 1    | Independiente Santa Fe | 24  | 8 | 8 | 0 | 0 | 28 | 4  | +24  |
| 2    | Millonarios            | 13  | 8 | 4 | 1 | 3 | 15 | 10 | +5   |
| 3    | Fortaleza              | 7   | 8 | 2 | 1 | 5 | 7  | 14 | -7   |
| 4    | La Equidad             | 7   | 8 | 2 | 1 | 5 | 5  | 12 | -7   |
| 5    | Llaneros               | 7   | 8 | 2 | 1 | 5 | 8  | 23 | -15  |

#### Groupe B
| Rang | Équipe          | Pts | J | G | N | P | Bp | Bc | Diff |
| ---- | --------------- | --- | - | - | - | - | -- | -- | ---- |
| 1    | América de Cali | 15  | 6 | 5 | 0 | 1 | 9  | 4  | +5   |
| 2    | Deportivo Cali  | 8   | 6 | 2 | 2 | 2 | 6  | 5  | +1   |
| 3    | Junior          | 8   | 6 | 2 | 2 | 2 | 6  | 6  | 0    |
| 4    | Deportivo Pasto | 2   | 6 | 0 | 2 | 4 | 4  | 10 | -6   |

#### Groupe C
| Rang | Équipe                 | Pts | J | G | N | P | Bp | Bc | Diff |
| ---- | ---------------------- | --- | - | - | - | - | -- | -- | ---- |
| 1    | Independiente Medellín | 16  | 6 | 5 | 1 | 0 | 13 | 3  | +10  |
| 2    | Real San Andrés        | 8   | 6 | 2 | 2 | 2 | 5  | 7  | -2   |
| 3    | Atlético Nacional      | 7   | 6 | 2 | 1 | 3 | 10 | 6  | +4   |
| 4    | Atlético Bucaramanga   | 3   | 6 | 1 | 0 | 5 | 5  | 17 | -12  |

### Tournoi final
|  | Quarts de finale       | Quarts de finale       | Quarts de finale       | Quarts de finale       |                        |                        | Demi-finales | Demi-finales | Demi-finales | Demi-finales |  |  | Finale | Finale | Finale | Finale |
|  |                        |                        |                        |                        |                        |                        |              |              |              |              |  |  |        |        |        |        |
|  |                        |                        |                        |                        |                        |                        |              |              |              |              |  |  |        |        |        |        |
|  |                        |                        |                        |                        |                        |                        |              |              |              |              |  |  |        |        |        |        |
|  | Independiente Santa Fe | Independiente Santa Fe | 3                      | 2                      |                        |                        |              |              |              |              |  |  |        |        |        |        |
|  | Independiente Santa Fe | Independiente Santa Fe | 3                      | 2                      |                        |                        |              |              |              |              |  |  |        |        |        |        |
|  | Junior                 | Junior                 | 1                      | 3                      |                        |                        |              |              |              |              |  |  |        |        |        |        |
|  | Junior                 | Junior                 | 1                      | 3                      | Independiente Santa Fe | Independiente Santa Fe | 2            | 1            |              |              |  |  |        |        |        |        |
|  |                        |                        |                        |                        | Independiente Santa Fe | Independiente Santa Fe | 2            | 1            |              |              |  |  |        |        |        |        |
|  |                        |                        | Independiente Medellín | Independiente Medellín | 0                      | 1                      |              |              |              |              |  |  |        |        |        |        |
|  | Independiente Medellín | Independiente Medellín | Independiente Medellín | Independiente Medellín | 0                      | 1                      | 1            | 3            |              |              |  |  |        |        |        |        |
|  | Independiente Medellín | Independiente Medellín |                        |                        |                        |                        |              | 3            |              |              |  |  |        |        |        |        |
|  | Real San Andrés        | Real San Andrés        | 1                      | 1                      |                        |                        |              |              |              |              |  |  |        |        |        |        |
|  | Real San Andrés        | Real San Andrés        | 1                      | 1                      | Independiente Santa Fe | Independiente Santa Fe | 2            | 2            |              |              |  |  |        |        |        |        |
|  |                        |                        |                        |                        | Independiente Santa Fe | Independiente Santa Fe | 2            | 2            |              |              |  |  |        |        |        |        |
|  |                        |                        | América de Cali        | América de Cali        | 1                      | 0                      |              |              |              |              |  |  |        |        |        |        |
|  | América de Cali        | América de Cali        | América de Cali        | América de Cali        | 1                      | 0                      | 1            | 1            |              |              |  |  |        |        |        |        |
|  | América de Cali        | América de Cali        |                        |                        |                        |                        |              |              |              |              |  |  |        |        |        |        |
|  | Atlético Nacional      | Atlético Nacional      | 0                      | 1                      |                        |                        |              |              |              |              |  |  |        |        |        |        |
|  | Atlético Nacional      | Atlético Nacional      | 0                      | 1                      | América de Cali        | América de Cali        | 1            | 1            |              |              |  |  |        |        |        |        |
|  |                        |                        |                        |                        | América de Cali        | América de Cali        | 1            | 1            |              |              |  |  |        |        |        |        |
|  |                        |                        | Millonarios            | Millonarios            | 1                      | 0                      |              |              |              |              |  |  |        |        |        |        |
|  | Millonarios            | Millonarios            | Millonarios            | Millonarios            | 1                      | 0                      | 1            | 3            |              |              |  |  |        |        |        |        |
|  | Millonarios            | Millonarios            |                        |                        |                        |                        |              | 3            |              |              |  |  |        |        |        |        |
|  | Deportivo Cali         | Deportivo Cali         | 2                      | 1                      |                        |                        |              |              |              |              |  |  |        |        |        |        |
|  | Deportivo Cali         | Deportivo Cali         | 2                      | 1                      |                        |                        |              |              |              |              |  |  |        |        |        |        |
|  |                        |                        |                        |                        |                        |                        |              |              |              |              |  |  |        |        |        |        |

### Bilan
| Championnat de Colombie féminin de football 2020 |                                   |
| Champion                                         | Independiente Santa Fe (2e titre) |
| Dauphin                                          | América de Cali                   |
| Qualifications continentales                     |                                   |
| Copa Libertadores féminine 2020                  | Independiente Santa Fe            |
| Copa Libertadores féminine 2020                  | América de Cali                   |
| Promotions et relégations                        |                                   |
| Promus en Liga Dimayor                           |                                   |
| Relégués                                         |                                   |

## Statistiques

### Meilleures buteuses
Source
| Rang | Joueuse          | Club                   | Nb de buts |
| ---- | ---------------- | ---------------------- | ---------- |
| 1.   | Ysaura Viso      | Independiente Santa Fe | 13         |
| 2.   | Nelly Córdoba    | Independiente Santa Fe | 5          |
| 2.   | Fanny Gauto      | Independiente Santa Fe | 5          |
| 4.   | Joemar Guarecuco | América de Cali        | 4          |
| 4.   | Nubiluz Rangel   | Independiente Santa Fe | 4          |
| 4.   | Catalina Usme    | América de Cali        | 4          |

### Meilleures passeuses
| Rang | Joueuse       | Club                   | Nb de passes d. |
| ---- | ------------- | ---------------------- | --------------- |
| 1.   | Diana Ospina  | Independiente Medellín | 5               |
| 2.   | Tatiana Ariza | Millonarios            | 4               |
| 2.   | Fanny Gauto   | Independiente Santa Fe | 4               |
| 2.   | Sara Páez     | Millonarios            | 4               |
| 2.   | Kena Romero   | Independiente Santa Fe | 4               |
| 6.   | Lina Gómez    | Millonarios            | 3               |